# Юнган
Юнган (швед. Ljungan) — река в Швеции, длина — 322 км, площадь бассейна составляет 12 851 км².
Берёт начало в Скандинавских горах, близ границы с Норвегией и протекает через лены Емтланд и Вестерноррланд. В течение 6 — 7 месяцев в году находится подо льдом. Впадает в Ботнический залив Балтийского моря.
На реке находится несколько гидроэлектростанций.

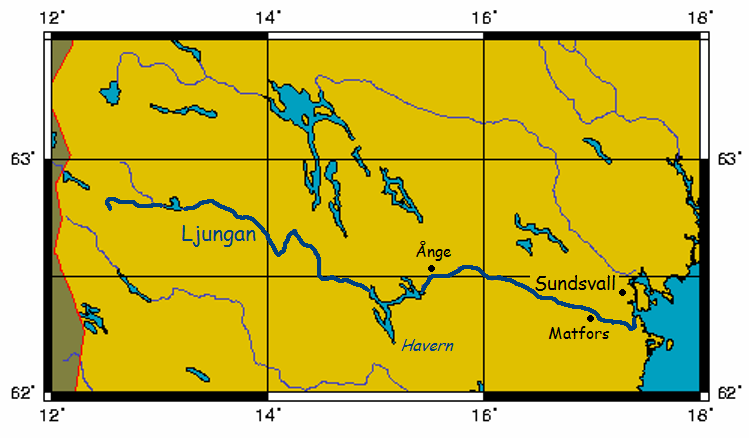
Расположение реки Юнган